# Bremelanotid
Bremelanotid ist ein Arzneistoff aus der Gruppe der Melanocortinrezeptor-Agonisten. Es wurde im Juni 2019 in den USA unter dem Handelsnamen Vyleesi (Zulassungsinhaber: AMAG Pharmaceuticals) zur Behandlung der sogenannten hypoaktiven sexuellen Regulationsstörung bei Frauen vor den Wechseljahren zugelassen.

## Entwicklung
Anfänglich zur Erhöhung der Bräunungsfähigkeit von Selbstbräunungscremes vorgesehen, wurden in Tests unerwartete Wirkungen wie erhöhtes sexuelles Verlangen und das Auftreten von Erektionen beobachtet. Im Gegensatz zu  PDE-5-Hemmern wie z. B. Sildenafil (Viagra) wirkt Bremelanotid nicht über die Förderung der Durchblutung, sondern durch Stimulierung des sexuellen Verlangens im Gehirn (aphrodisierende Wirkung).
Die Firma Palatin Technologies testete zunächst ein Nasenspray mit dem Wirkstoff. Die Entwicklung wurde jedoch nach der Phase II der klinischen Prüfung wegen der Nebenwirkungen (erhöhter Blutdruck, Übelkeit und Erbrechen) eingestellt. Es folgten Versuche mit einer subkutan anzuwendenden Formulierung mit dem Ziel, die Nebenwirkungen zu reduzieren.
2019 wurde das Arzneimittel unter dem Namen Vyleesi von der Food and Drug Administration zugelassen. Das von AMAG Pharmaceuticals vertriebene Produkt wird ab September 2019 in den USA verkauft. Für die EU ist es nicht zugelassen. Das Mittel wird subkutan injiziert.

## Chemische Struktur
Bremelanotid ist ein cyclisches Heptapeptid-Lactam mit der Primärstruktur Ac-Nle-cyclo[Asp-His-D-Phe-Arg-Trp-Lys]-OH und ein Metabolit des  Melanotan II.
Bremelanotid unterscheidet sich von Melanotan II nur durch eine C-terminale Hydroxygruppe anstelle der Amidgruppe.